# 別府団地
別府団地（）は、福岡県福岡市城南区の地名であり、また都市再生機構の住宅団地の旧称でもある。現行の行政地名は、別府団地（住居表示実施済）。面積は58,200平方メートル (5.82 ha)。2023年5月末現在の人口は1,838人。郵便番号は814-0106。

## 地理

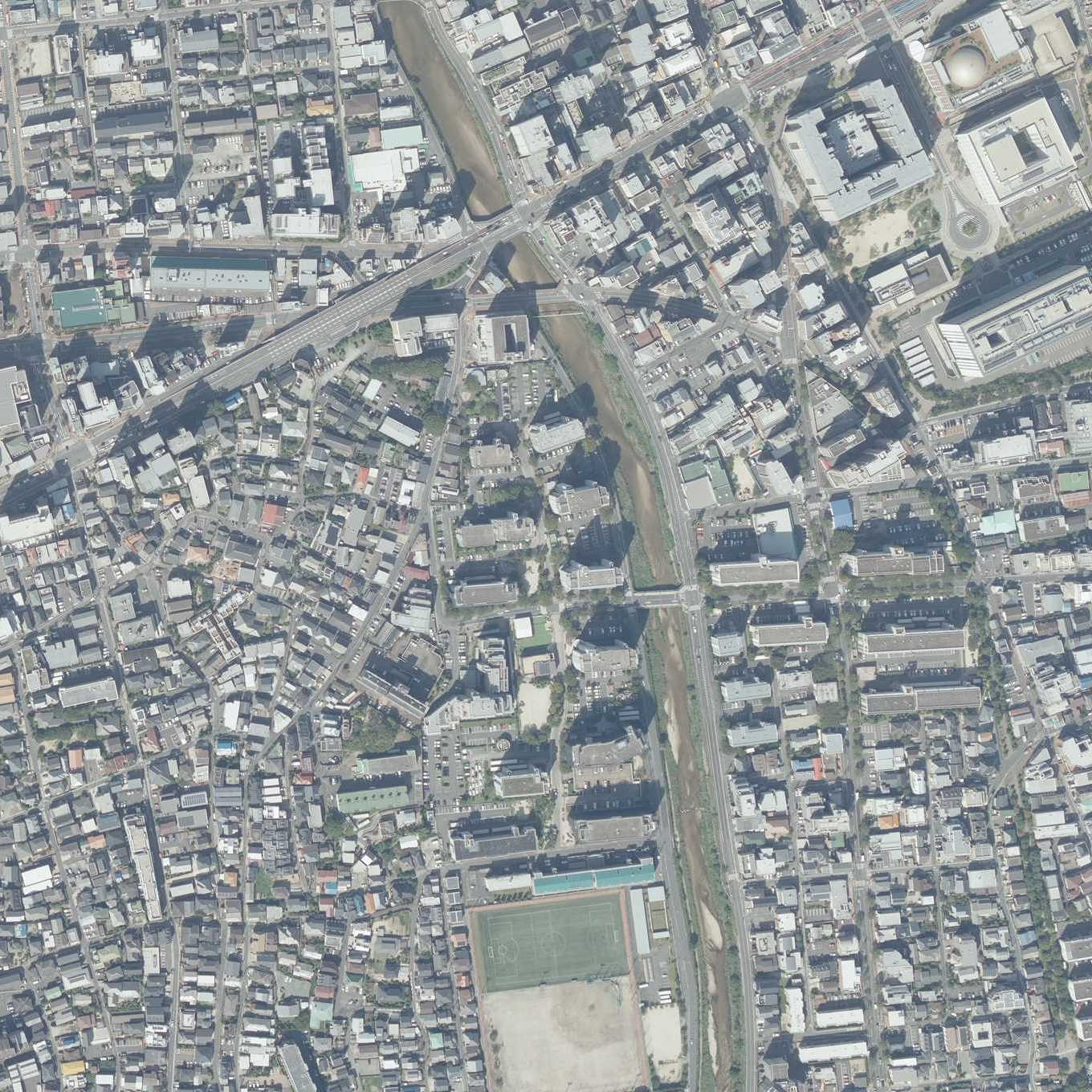
土地利用の状況

福岡市の「都心部」の中心とされる中央区天神等の南西約3.0キロメートル、城南区の北東端に位置する。東で樋井川を介して中央区梅光園（）一丁目、梅光園団地及び梅光園二丁目と、南で田島（）一丁目と、東及び北で別府（）一丁目と隣接する。梅光園団地とは樋井川に架かる梅光園橋（写真）で繋がる。土地利用については、幼稚園、郵便局など以外は都市再生機構などの住宅団地が占めており、緑地（写真1、写真2、写真3、写真4）も多く配置されている。

### 河川
町内（東端）には次の河川がある。（梅光園橋より北西の写真、梅光園橋より南西の写真）
- 樋井川（）

### 都市計画等
都市計画について「福岡市都市計画マスタープラン」において定められた方針については次のとおりである。別府団地は福岡市地下鉄七隈線の六本松駅（）及び別府駅（）を中心として交通結節点の機能などが充実する「地域拠点」の南側に位置している。環境資源に関しては、樋井川の河川沿いが散策・憩いの場となるとともに、緑と広がりのある景観が連続したゆとりと潤いのある水辺空間として「河川緑地軸」に位置付けられている。交通ネットワークについては、町域に接する幹線道路はないが、北側（約60メートル）には都市の骨格となる国道202号（別府橋通り）が、北側（約50メートル）には幹線道路である福岡市道鳥飼藤崎線 (幹線一級市町村道) が通っており、これらの沿道は、商業施設、業務施設、サービス施設や中高層住宅などが連続した「都市軸」や「沿道軸」に位置付けられている。土地利用については、大規模な住宅団地などの中高層住宅や高層住宅で形成される住宅地で、良好な住環境の保全・形成、緑化の推進、大規模団地などの老朽化に対する適切な対応をまちづくりの視点とする「中高層住宅ゾーン」として位置づけられている。用途地域については、全域が第一種中高層住居専用地域に指定されている。

## 語源
地名の「別府団地」のうち「別府（）」は別府（）と全く同意義な言葉で、「別符」からでたものである。別符は別勅符田を省略したものであるといわれている。「竹崎五郎絵詞」に、「凶徒赤坂陣を駈落されて二手と成て、大勢はすははらに向けて引く、肥後勢は別府のつか原に、鳥飼の汐干潟を大勢に成合むと引くを追掛、云々」とあり、別府の地名は早くから呼ばれていたものと思われる。

## 歴史

### 町域の変遷
現在の別府団地の地名は1968年（昭和43年）からの地名であり、もとは福岡市田島の一部であった。この町域は、西隣の別府と独立しているが、団地特例の住居表示が実施されたことにより隣接地域とは別に成立したためである。

## 人口
別府団地について人口の推移を福岡市の住民基本台帳（公称町別）に基づき示す（単位：人）。集計時点は各年9月末現在である。
- 2001年（平成13年）：1,236
- 2002年（平成14年）：1,402
- 2003年（平成15年）：1,402
- 2004年（平成16年）：1,509
- 2005年（平成17年）：1,535
- 2006年（平成18年）：1,515
- 2007年（平成19年）：1,528
- 2008年（平成20年）：1,537
- 2009年（平成21年）：1,517
- 2010年（平成22年）：1,541
- 2011年（平成23年）：1,690
- 2012年（平成24年）：1,796
- 2013年（平成25年）：1,824
- 2014年（平成26年）：1,854
- 2015年（平成27年）：1,878
- 2016年（平成28年）：1,876
- 2017年（平成29年）：1,839
- 2018年（平成30年）：1,855
- 2019年（令和元年）：1,905
- 2020年（令和2年）：1,886
- 2021年（令和3年）：1,889
- 2022年（令和4年）：1,854

## 交通

### 道路
主な幹線道路は次の通り。

#### 国道
町域内ではないが、近く（約100メートル北）には次の幹線道路が通っている。
- 国道202号（別府橋通り）

#### 市道
町域内に幹線道路に位置付けられた市道はないが、近く（約50メートル北）を通る福岡市道博多駅鳥飼線は
、1983年に福岡市地下鉄空港線建設のために廃止された筑肥線（博多駅 - 姪浜駅間）の廃線跡地を利用して新設・拡幅された道路であり、西方で同様に整備された福岡市道鳥飼姪の浜線を経由して姪浜などの方面と繋がる。さらにこの北側のすぐ近く（わずか40メートル程度）を並行して走る福岡市道鳥飼藤崎線 (幹線一級市町村道) と合わせて、「都心部」と「広域拠点」や「地域拠点」を繋ぐ交通ネットワークの一部を構成している。
　　

### 鉄道
鉄道については、町域の北方に福岡市交通局が運営する地下鉄の福岡市地下鉄七隈線が通っており、町外ではあるが、最寄りの駅は次のとおりである。
- 別府駅（距離は道程で約0.5～0.8キロメートル）
- 六本松駅（距離は道程で約0.4～0.9キロメートル）

また、町域の北方に同地下鉄の空港線が通っており、町外ではあるが、最寄りの駅は次のとおりである。
- 西新駅（距離は道程で約2.1～2.6キロメートル）
- 唐人町駅（距離は道程で約2.0～2.5キロメートル）

### バス
バスについては、西日本鉄道株式会社が運営する西鉄バスが近くを運行しており、町域外ではあるが、次の停留所が最寄りである。
- 福岡市道大濠東油山線（油山観光道路）沿い：梅光園一丁目（中央区梅光園一丁目及び梅光園団地の中央）
- 福岡県道557号東油山唐人線沿い：別府団地（樋井川の右岸、中央区梅光園団地の西側）

## 主な施設

### 公共・公益施設
- 福岡別府団地郵便局[注釈 5]

公共・公益施設の写真
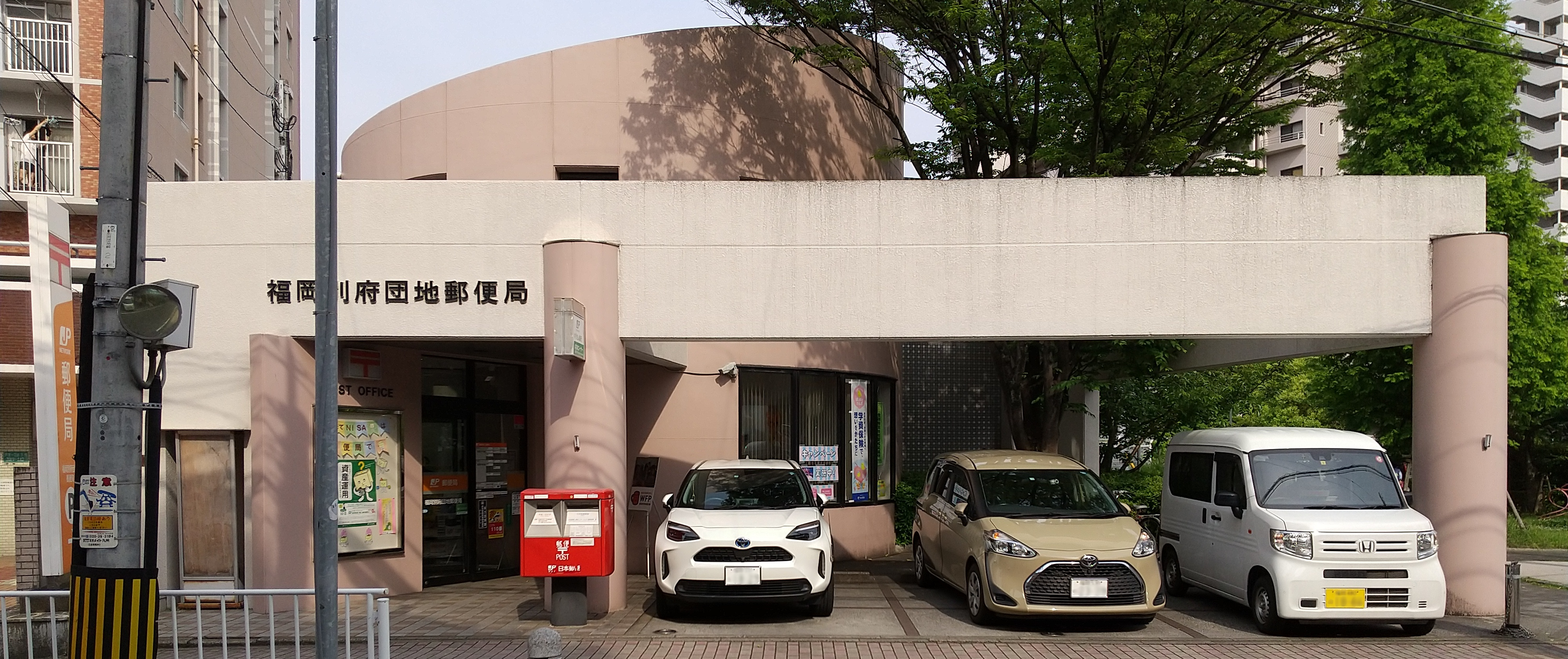
福岡別府団地郵便局

### 住宅
- アーベインルネス別府（都市再生機構による賃貸等の共同住宅）
- 福岡市営別府住宅[注釈 6]

住宅の写真
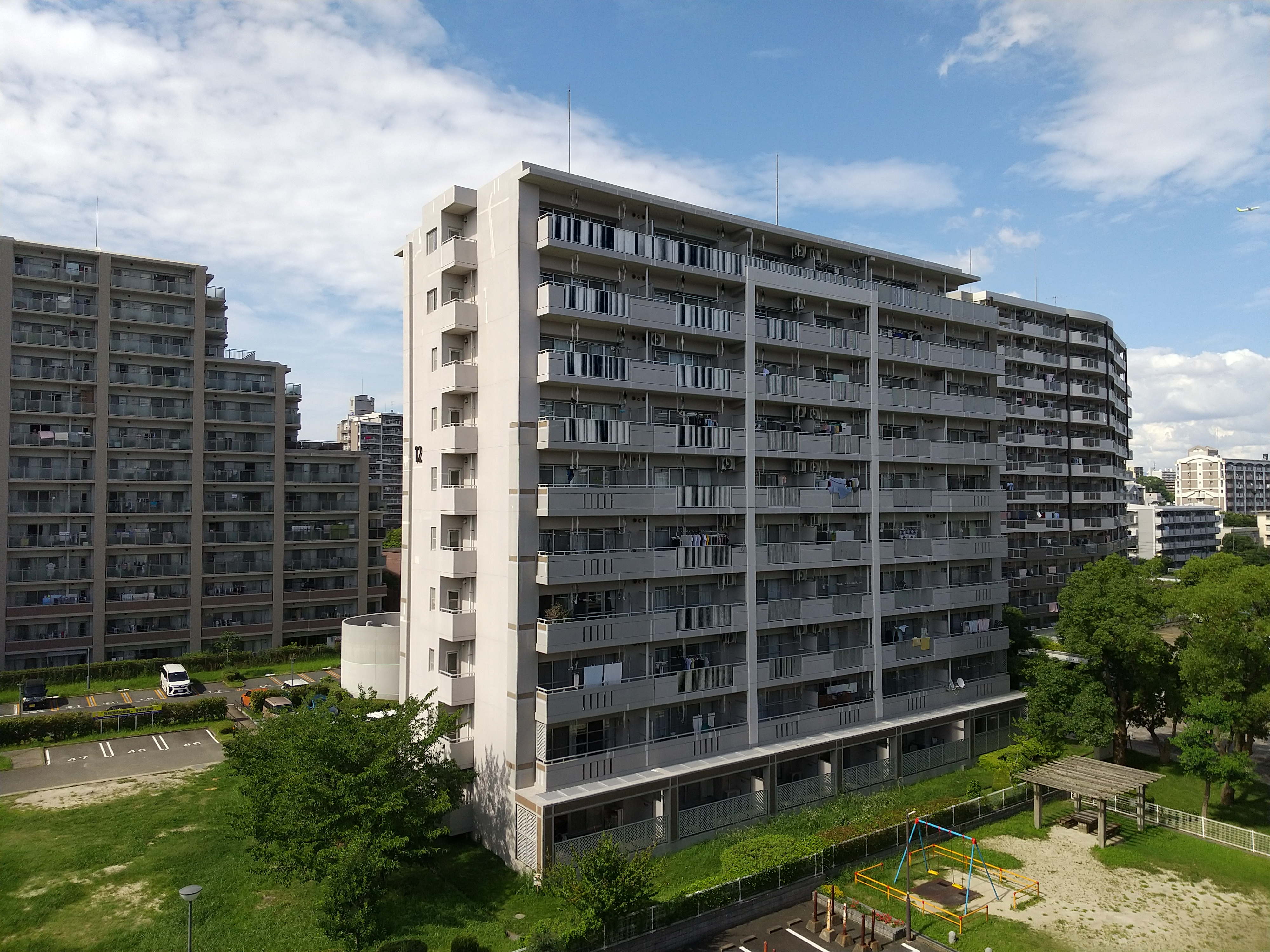
アーベインルネス別府12号棟
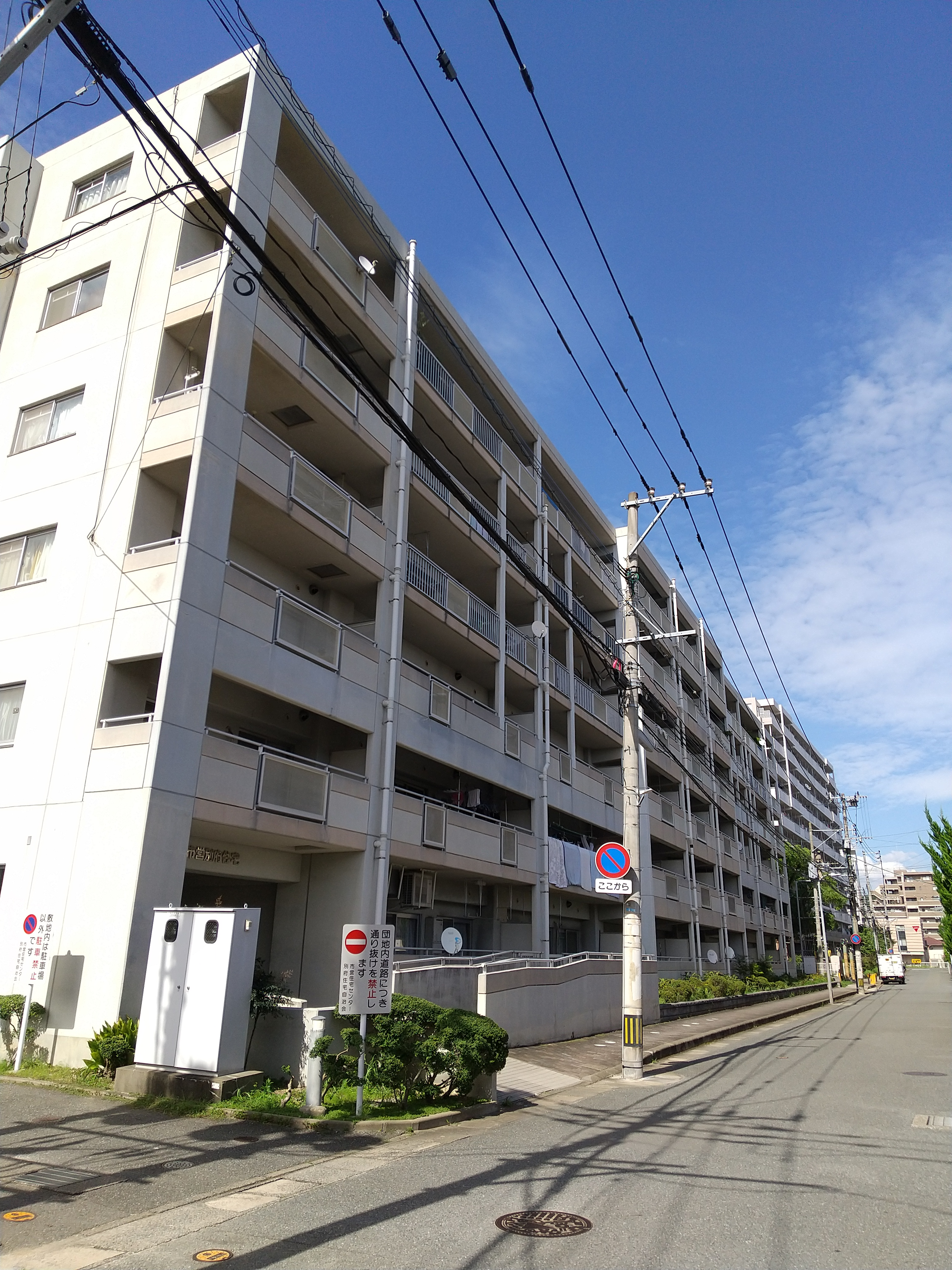
福岡市営別府住宅

### 学校
- 別府団地幼稚園[注釈 7]

学校の写真
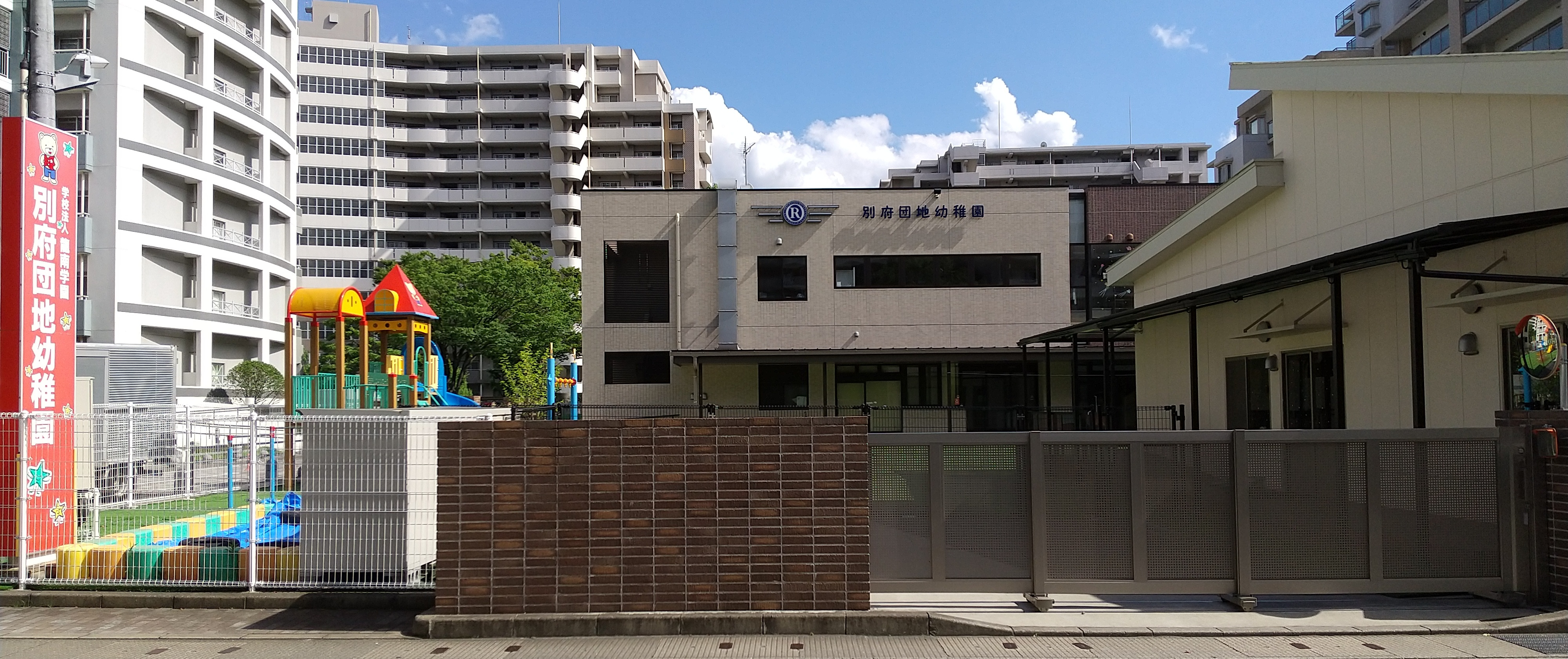
別府団地幼稚園

公立の小中学校は町内にはないが、校区については、小学校区、中学校区についてそれぞれ次の学校の校区に属する。
- 福岡市立別府小学校（所在地：814-0104別府六丁目9番1号）
- 福岡市立城南中学校（所在地：814-0111茶山六丁目19番1号）